# 古尔东区
古尔东区（法語：arrondissement de Gourdon）是法国洛特省所辖的一个区。总面积1762.3平方公里，总人口46466，人口密度26人/平方公里（2018年）。主要城镇为古尔东。

## 辖区
古尔东区辖有97个市镇。